# U Geminorum
Ne doit pas être confondu avec υ (Upsilon) Geminorum.
Désignations
U Geminorum (U Gem) est une étoile variable de la constellation des Gémeaux. Elle est un exemple archétype de nova naine, dont le système binaire est constitué d'une naine blanche en orbite serrée autour d'une naine rouge. Tous les 100 jours environ, elle subit une explosion qui accroît fortement sa luminosité. Découverte par J.R. Hind en 1855 lors d'une de ses explosions, elle a depuis été observée continuellement.
Le système binaire U Geminorum a une très courte période orbitale de 4 heures et 11 minutes ; cette orbite à elle seule rend le système variable, car les composantes transitent et s'éclipsent mutuellement à chaque révolution. Normalement, la magnitude apparente combinée varie entre 14,0 et 15,1 ; cependant durant une explosion, l'étoile peut briller une centaine de fois plus, jusqu'à la 9e magnitude. Bien que la période moyenne soit de 100 jours, celle-ci est en fait très irrégulière, variant de 62 jours à 257 jours. Comme c'est le cas avec les novae naines, les explosions sont le résultat d'un afflux périodique de matière du disque d'accrétion de la naine blanche, causé par une instabilité dans le disque.
Les estimations de distance de U Geminorum ont varié de 52 parsecs (170 années-lumière) à 112 parsecs. Le système présente une parallaxe annuelle mesurée précisément de 10,71 ± 0,03 mas par le satellite Gaia, ce qui permet d'en déduire une distance de 93,35 ± 0,26 pc (∼304 al) de la Terre.